# Endorphine (Band)
Endorphine (Thai: เอ็นโดรฟิน) sind eine thailändische Rockband. Sie sind heute eine der bekanntesten Bands Thailands, ihr Aushängeschild ist die Sängerin Da.

## Geschichte
Die Geschichte der Band geht zurück bis in die Junior High School, als die Freunde Bomb (Schlagzeug) und Kia (Gitarre) sich entschlossen eine Band zu gründen. Sie fragten Bombs Bruder Bird (Bass), ob er nicht mitmachen wolle. Als sie die kraftvolle Stimme hörten, fragten sie, ob sie nicht als Sänger der Band beitreten möchte.
Im Stau entdeckten sie einen Aufkleber am Auto davor. Auf dem stand „endorphine“. Es wurde der Name für die Band. Endorphin ist eine chemische Substanz, welche vom Gehirn produziert wird, wenn jemand glücklich ist oder Schmerzen verspürt.
Zu Beginn traten sie bei Musikwettbewerben auf und verbesserten ihre musikalischen Fähigkeiten. In einem Studio nahmen sie dann eine Demoaufnahme auf. Der Besitzer des Studios, ein Produzent des Labels BullDog, hörte die Demoaufnahme und nahm sie unter Vertrag. Ein Jahr später erschien am 7. Juni 2004 das Debütalbum der vier Musiker mit dem Namen Prik (deutsch: ‚Chili‘). Das Debüt wurde ein Erfolg. Die Single Purn-Sa-Nit aus dem Album wurde zur Nummer eins der thailändischen Charts. Im Herbst 2005 erschien das nächste Album Sug Ga Wa 49. Seit 2007 ging die Band vorerst getrennte Wege. Sängerin Da brachte unter dem Künstlernamen „Da Endorphine“ ihr erstes Soloalbum im Jahr 2007 heraus. Es trug den Titel Parb Luang Tar, auch das „Rote Album“ genannt, aufgrund des roten Kleides, welches sie auf dem Cover trägt. Es ist ein ruhiges und dennoch kraftvolles Album, was vor allem durch das Schlagzeug und die Stimme Das geprägt wird. Am 26. Januar 2008 erschien das nächste Werk von Da. Es trägt den Titel Sound About. 2008 wurde Da mit dem Preis der „Besten weiblichen Künstlerin“ mit dem Star Entertainment Award ausgezeichnet. Endorphine absolvieren auch Konzerte außerhalb Thailands.

## Mitglieder

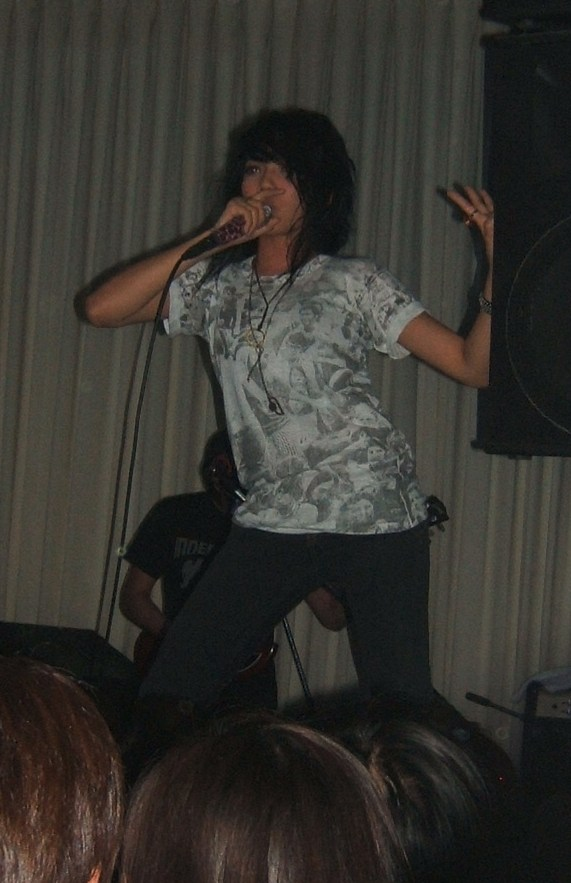
Sängerin Da während eines Konzertes im August 2007

Die Spitznamen nachfolgend in Klammern.
- Thanida Thamwimon - ธนิดา ธรรมวิมล (Da - ดา) (* 1986): Gesang
- Anucha Bothongkhamkun - อนุชา บ่อทองคำกุล (Kia - เกี้ย) (* 1983): Gitarre
- Thanat Amornmanat - ธนัศม์ อมรมานัส (Bird - เบิร์ด) (* 1986): Bass
- Thapaphon Amornmanat - ฐปพล อมรมานัส (Bomb - บอมบ์) (* 1984): Schlagzeug

## Diskografie

### Studioalben
- Prik (พริก) (2004)
- Sug-Ga-Wa 49 (สักวา 49) (2005)
- The Best Of - Love Issue (2006)
- Pab Luang Ta (ภาพลวงตา)(2007) – Solo Album Da
- Sound About (2008) – Solo Album Da

### DVDs / VCD
- Amp Saowaruk & Beau Sunita & Da Endorphine - Pee kub nong Rong pleng narm nao 2007, aufgenommen am 2. Juni 2007 in der Thammasat-Universität
- Da Endorphine - Illusion Concert 2008

### Live-Alben
- Da Endorphine - Illusion Concert 2008

## Titel
- Puen-Sanit (เพื่อนสนิท) – Beste Freunde
- Sing Ti Chan Rian-ru (สิ่งที่ฉันเรียนรู้) – Dinge, die ich lernte
- Kuen kam pi (คืนข้ามปี) – Am Vorabend des neuen Jahres
- Pro toe (เพราะเธอ) – Wegen Dir
- Toe Bok Hai Luem (เธอบอกให้ลืม) – Du sagst mir, ich solle vergessen
- Dao Kradad (ดาวกระดาษ) – Papier-Sterne
- Glua Toe Ja Pit-Wang (กลัวเธอจะผิดหวัง) – ängstlich Dich zu enttäuschen
- Prung-ni Mai Sai (พรุ่งนี้ไม่สาย) – Morgen ist nicht zu spät
- Mai Tong Ru-wa Rao Khob-kan Baeb Nai (ไม่ต้องรู้ว่าเราคบกันแบบไหน) – Niemand muss wissen, wie wir zueinander stehen
- Mai Ru-jak Chan Mai Ru-jak Toe (ไม่รู้จักฉันไม่รู้จักเธอ) feat. Pop Calories
- Blah…Blah, Soundtrack zum Film Sai lab jub ban lek (สายลับจับบ้านเล็ก)
- Dai Yin Mai(ได้ยินไหม) – Hörst Du mich?